# Aspicolpus erythrogaster
Aspicolpus erythrogaster är en stekelart som först beskrevs av Vladimir Ivanovich Tobias 1967.  Aspicolpus erythrogaster ingår i släktet Aspicolpus och familjen bracksteklar. Inga underarter finns listade.